# Northallerton
Northallerton ist eine Kleinstadt im Vale of Mowbray in der englischen Unitary Authority North Yorkshire, deren Verwaltungssitz sie ist. Laut Volkszählung hatte Northallerton 2011 insgesamt 16.832 Einwohner.

## Geschichte

### Frühgeschichte
Nachweislich existierte am Westrand des heutigen Northallerton auf der Anhöhe Castle Hills ein römischer Posten. Er lag damals an einer Römerstraße, die von Eboracum (dem heutigen York) zum Hadrianswall führte.
Eine erste Kirche wurde im 7. Jahrhundert von dem christlichen Missionar Paulinus von York an der Stelle der heutigen Stadtpfarrkirche errichtet. Von dem aus Holz gebauten Gebäude ist heute nichts mehr übrig. 855 wurde von den Sachsen an gleicher Stelle eine zweite, aus Stein bestehende Kirche erbaut.
Es wird angenommen, dass sich anschließend eine Stadt namens Alvertune entwickelte. In Aufzeichnungen des englischen Historikers Piers Langtoft über Alfred den Großen wird erwähnt, dass die Gegend ab 865 Schauplatz zahlreicher Auseinandersetzungen zwischen Alfred und seinem Bruder Elfrid sowie fünf dänischen Königen und zahlreicher Earls gewesen war. Im 10. Jahrhundert siedelten dänische Aufständische im Umkreis von Northallerton. In der Pfarrkirche des Nachbarorts Brompton kann ein aus dieser Zeit stammender Hogback begutachtet werden.
Der Ursprung des Stadtnamens ist ungewiss, jedoch nimmt man an, es handele sich um eine Abwandlung des Begriffs Aelfere, was so viel wie eine Aelfere gehörende Farm oder sogar eine Alfred dem Großen gehörende Farm bedeutet. Alternativ könnte der Name von einem nahegelegenen Erlenbestand herrühren. Das Präfix North wurde im 12. Jahrhundert angefügt, um den Ort von der 40 km weiter südlich gelegenen Ortschaft Allerton Maulever zu unterscheiden.
Ihre Lage an einer größeren Transitroute brachte der Ortschaft aus verschiedenen Gründen Tod und Zerstörung. Bei dem Unternehmen des Königs Wilhelm I. im Jahre 1069, den Widerstand der nordenglischen Bevölkerung gegen die Normannenherrschaft zu brechen, wurden weite Landesteile zwischen der Ouse und dem Tyne schwer verwüstet. Northallerton wurde dabei annähernd komplett zerstört und entvölkert, wie im Domesday Book festgehalten wurde.

### Standartenschlacht

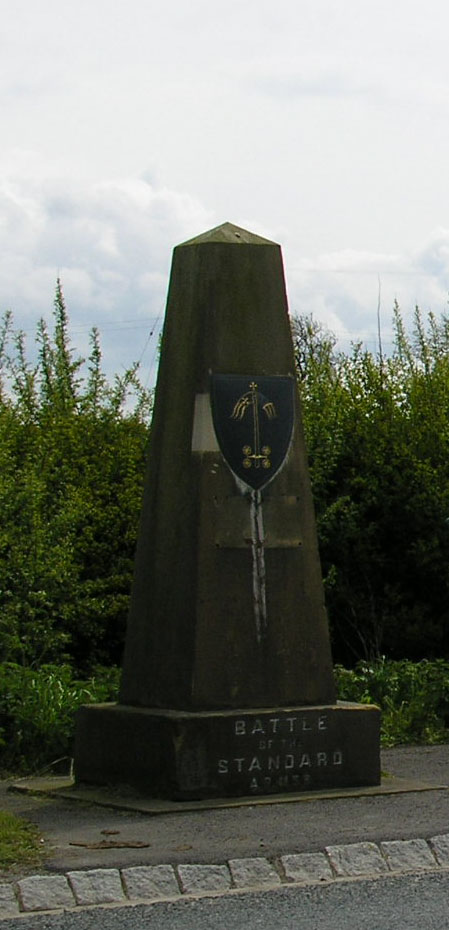
Gedenkstein an die Standartenschlacht

Am 22. August 1138 wehrten die englischen Truppen einen Angriff der Schotten etwa drei Kilometer nördlich bei Brompton ab. Dies stellte das erste größere Gefecht zwischen Engländern und Schotten seit der normannischen Eroberung Englands sowie eines von zwei größeren Auseinandersetzungen zwischen der Königstochter Matilda und deren Vetter Stephan, dem Herzog von Boulogne, dar. Die Engländer wurden von Thurstan, dem Erzbischof von York angeführt. Er hatte ein gemischtes Heer gesammelt, dem Soldaten von Yorkshire, von den Nordmidlands, einige Barone aus der Gegend und die Bürgerwehren von York, Beverley, Ripon und Durham angehörten. Sie sammelten sich um Kampfwagen, welche die geweihten Fahnen von St. Peter von York, St. John von Beverley, St. Wilfrid von Ripon und St. Cuthbert von Durham trugen. Diese mitgeführten Standarten gaben der Schlacht ihren Namen. Die Schotten wurden von David I. angeführt. Die Engländer entschieden sich für eine Überraschungsaktion und trafen nach einem Nachtmarsch am 22. August um 6 Uhr morgens auf die Schotten.
David I. kämpfte auf der Seite von Matilda, da er sie als rechtmäßige Erbin des englischen Königsthrons ansah. Als Stephan in Südengland zunächst mit der Bekämpfung einer Adelsrevolte beschäftigt war, nutzte David dies um Cumberland, Northumberland, die Stadt Carlisle sowie die Festung Bamburgh einzunehmen. Nach Angaben in mittelalterlichen Quellen, die von der seriösen historischen Forschung allerdings als unrealistisch angesehen werden, sollen rund 16.000 Schotten gegen 10.000 Engländer gekämpft haben, wobei rund 12.000 Schotten gefallen sein sollen. Die Schlacht endete, als sich die Reste der schottischen Armee zur Flucht wandten. Die Engländer entschlossen sich, den schottischen Überlebenden nicht nachzujagen, und obwohl die Schotten große Verluste hinnehmen mussten, gelang ihnen die Belagerung und Einnahme der Burg Wark in Northumberland.
Durch die siegreiche Schlacht konnten die Engländer ihre Macht über Nordengland sicherstellen und festigen.

### Religiöser Mittelpunkt
Kurz nach der Thronbesteigung Wilhelms II. 1087 übergab dieser die Stadt mitsamt ihren Ländereien dem Bischof von Durham. Unter dem Protektorat der Diözese Durham entwickelte sich die Stadt und wurde zu einer bischöflichen Residenz. Im Jahre 1130 wurde auf einer Anhöhe am Westrand der Stadt eine Burg erbaut und 1142 erweitert, nachdem das Bistum bereits 1141 vergrößert wurde. 1173 erfuhr die Burg durch den Bischof Hugh Pudsey einen weiteren Ausbau und wurde kurze Zeit später von Soldaten aus Flandern besetzt, was Heinrich II. 1177 dazu bewog sie schleifen zu lassen. Ein wesentlich größerer Schlossbau, umringt von einem Wassergraben, wurde 1199 errichtet. Von hier aus wurden die bischöflichen Ländereien Yorkshires regiert und wurde dabei von den Bischöfen und deren Personal als Residenz genutzt. Das Schloss lag an der Hauptstraße von York nach Durham und war ein größerer Rastplatz für das Königshaus und andere Würdenträger. Seit 1658 blieb das Gebäude ungenutzt und verfiel seitdem zusehends. Auf dem Grundstück des Gebäudes befindet sich heute der Friedhof von Northallerton.
Ein Priorat der Karmeliten wurde 1354 gegründet, fiel 1538 dann aber der Auflösung der englischen Klöster zum Opfer.

### Entwicklung von Verkehr und Handel
Northallerton wurde mit seinen anfangs vier jährlich stattfindenden Märkten zu einem wichtigen Handelszentrum des Umlandes. Vor allem Vieh, Schafe und Pferde aus Northumbria und Schottland wurden zum Verkauf angeboten. Die Tradition des Schafhandels hielt sich sogar bis ins 20. Jahrhundert hinein.
Im goldenen Zeitalter der Postkutschen besaß Northallerton an der Transitstrecke von Süden nach Norden vier Poststationen. Der Bahnhof von Northallerton wurde 1841 eröffnet, und ab 1871 bestand (wie auch heute noch) eine durchgängige Bahnstrecke von Edinburgh und Newcastle über Northallerton und York nach London. Durch die Existenz der Eisenbahn erfuhren die Postkutschen einen stetigen Nutzungsrückgang.
Mit der Einführung des Armengesetzes wurde in der Stadt ein Arbeitshaus für die drei ansässigen Kirchengemeinden erbaut. Es ist heute Teil des städtischen Krankenhauses. 1856 wurde eine erste Polizeistation eingerichtet, die damals für das gesamte North Riding zuständig war.
Die erste Erwähnung des Northallerton College stammt aus dem Jahr 1323. Teile des alten Schulgebäudes können neben der All Saints' Church begutachtet werden. Auf die Schule ging unter anderem der berühmte Physiker John Radcliffe (1652–1714) von Wilhelm III.

## Politik

### Geschichte
1888 wurde das nördliche Yorkshire durch die Verwaltungsgrafschaft North Riding of Yorkshire abgelöst. 1894 wurde es in mehrere Boroughs und Districts unterteilt. 1974 wurde das North Riding wieder aufgelöst und durch die neu gegründete Grafschaft North Yorkshire ersetzt. Der dabei neu eingeführte District Hambleton, dessen Verwaltungssitz Northallerton wurde, entstand durch die Fusion des Urban Districts Northallerton, des Rural Districts Bedale, des Rural Districts Easingwold, des Rural Districts Northallerton, des Rural Districts Thirsk und des Rural Districts Croft. Am 1. April 2023 wurde der District Hambleton wieder aufgelöst und wurde mit anderen ehemaligen Districts zur Unitary Authority North Yorkshire zusammengefasst. Northallerton blieb dabei Verwaltungssitz von North Yorkshire.
Die polizeiliche Sicherheit in der Stadt wird von der North Yorkshire Police gewährleistet. Der North Yorkshire Fire and Rescue Service ist für die Feuerwehr und den Rettungsdienst zuständig. Das Feuerwehrhaus von Northallerton ist tagsüber von 8 bis 18 Uhr besetzt.

### Parlament
Die ersten beiden Repräsentanten der Stadt waren John le Clerk und Stephen Maunsell.

### Städtepartnerschaft
Die Stadt unterhält eine Städtepartnerschaft mit Ormesson-sur-Marne in Frankreich.

## Wirtschaft und Infrastruktur

### Verkehr

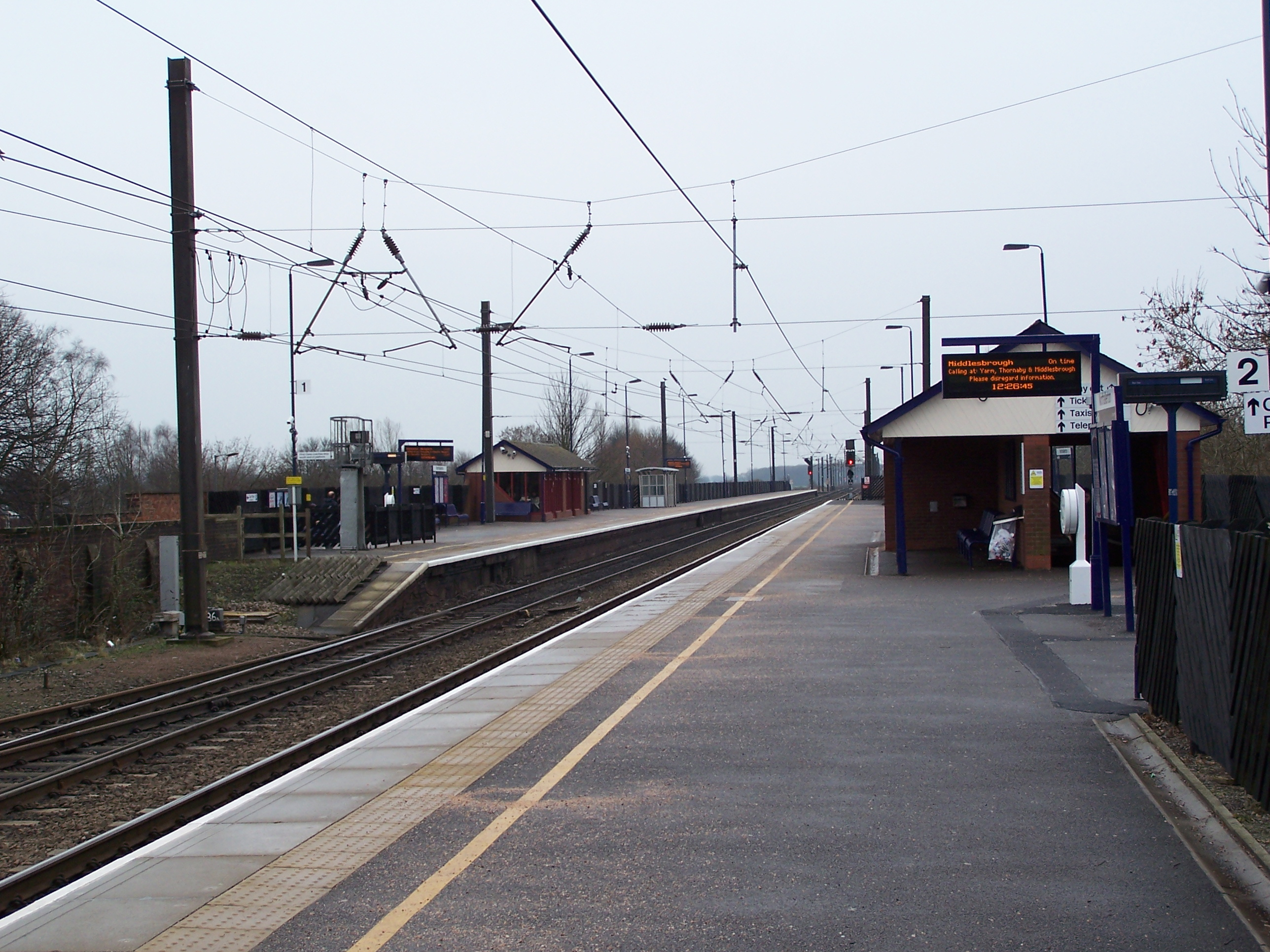
Bahnhof Northallerton

Northallerton befindet sich an der A684 (Ellerbeck–Kendal) sowie an der A167 (Topcliffe–Newcastle). Die A168 führt von hier nach Wetherby bei Leeds. 8 km östlich bei Ellerbeck besteht Anschluss an die A19 nach Teesside, wo sich in 25 km Entfernung zu Northallerton der Flughafen Durham Tees Valley befindet. 10 km westlich bei Bedale besteht Anschluss an die große britische Fernstraße A1 (London–Edinburgh).
Der von First TransPennine Express betriebene Bahnhof von Northallerton befindet sich an der East Coast Main Line von London (King’s Cross) nach Edinburgh (Waverley). Darüber hinaus bestehen Bahnverbindungen nach Middlesbrough und Sunderland. Per Bus wird Leeming Bar erreicht, von wo aus man über die Wensleydale Railway Anschluss nach Redmire hat. Es existieren Pläne, die Bahnstrecke durchgängig von Northallerton nach South Lakeland auszubauen, wodurch dann Anschluss an die Bahnstrecke Settle–Carlisle bestünde. Der Abschnitt von Northallerton nach Leeming Bar wird derzeit von Museumsbahnen befahren.

### Medien
18,5 km östlich der Stadt, auf einem Bergrücken der North York Moors, steht der Sender Bilsdale, der neben den nationalen BBC-Radioprogrammen den Regionalsender BBC Tees und Privatsender wie Classic FM, Real Radio, TFM Radio und Galaxy North East ausstrahlt. Der Mast überträgt ebenso die fünf analogen Fernsehkanäle des Landes sowie mehrere digitale TV-Sender.
Am 11. Juni 2007 bekam Northallerton schließlich seine eigene Rundfunkanstalt namens Minster Northallerton. Gesendet wird auf den Frequenzen 102,3 sowie 103,5 MHz.
In der Stadt erscheinen drei verschiedene regionale Zeitungen: Ausgaben für North Yorkshire des täglich erscheinenden Daily Echo sowie der Wochenzeitung Darlington & Stockton Times. Beide werden von Newsquest herausgegeben. Die dritte Zeitung ist die Northallerton, Thirsk & Bedale Times, herausgegeben von Johnston Press. Beide Herausgeber besitzen Büros in der Stadt.

### Bildung
In Northallerton existieren sechs Grundschulen, eine weiterführende Schule sowie ein Technologie-College. Nach ihrer Grundausbildung wechseln die Schüler für drei Jahre in die Allertonshire School (Alter 11–14; Klassen 7, 8, 9). Dieses College ist außerdem spezialisiert auf angewandtes Lernen. Anschließend wechseln die Jugendlichen auf das Northallerton College (Alter 14–18; Klassen 10, 11, 12, 13). Des Weiteren werden Lernkurse für Erwachsene angeboten.

## Persönlichkeiten
- Ullin Place (1924–2000), Philosoph
- Dorothy Smith (1926–2022), Soziologin und Feministin
- Phillip Mann (1942–2022), Science-Fiction-Autor
- Tim Knight (* 1959), Komponist, Chorleiter und Musikpädagoge
- Wendy Morton (* 1967), Politikerin
- Andy Dawson (* 1978), Fußballer
- Michael Dawson (* 1983), Fußballer
- Joanne Jackson (* 1986), Schwimmerin
- Jessica Barden (* 1992), Schauspielerin
- Scott Lincoln (* 1993), Kugelstoßer
- Marc Scott (* 1993), Leichtathlet